# Aparat fotograficzny

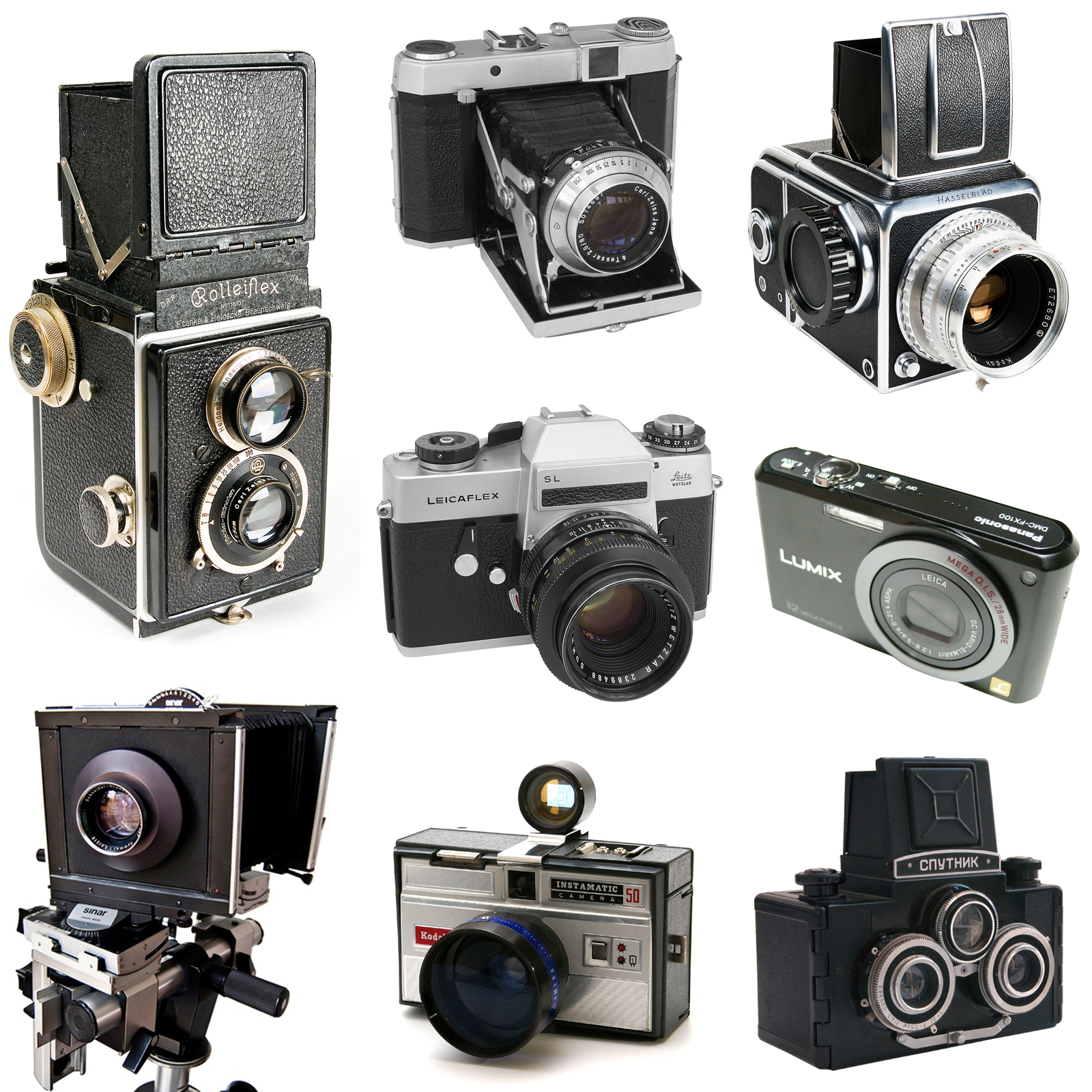
Przykłady zróżnicowanych aparatów fotograficznych

Aparat fotograficzny (potocznie aparat) – urządzenie służące do wykonywania zdjęć fotograficznych. Pierwowzorem aparatu fotograficznego była camera obscura.
Klasyczny aparat fotograficzny jest urządzeniem przystosowanym do naświetlania materiału światłoczułego, umieszczanego we wnętrzu aparatu w postaci zwiniętej błony, wymiennej kasety z błonami ciętymi lub też kliszy szklanej. Obecnie aparaty fotograficzne na błony małoobrazkowe zostały prawie całkowicie wyparte przez aparaty cyfrowe, gdzie elementem światłoczułym jest matryca z elementami fotoelektrycznymi.

## Najważniejsze etapy rozwoju
- ok. 1020 – pierwszy naukowy opis ciemni optycznej (Alhazen z Basry) – camera obscura
- 1550 – zastąpienie otworu pojedynczą soczewką skupiającą (Girolamo Cardano)
- 1569 – opisanie zasady działania przysłony (Daniello Barbaro)
- 1887–1889 – wprowadzenie błony zwojowej (H. Goodwin, G. Eastman)
- 1925 – aparat małoobrazkowy na błonę 35 mm Leica (O. Barnack)
- 1929 – lustrzanka dwuobiektywowa Rolleiflex (Rollei Werke, Franke und Heidecke)
- 1936 – lustrzanka jednoobiektywowa małoobrazkowa (Exakta)
- 1947 – pryzmat pentagonalny
- 1965 – automatyzacja ekspozycji (Konica Auto-Reflex)
- 1977 – automatyzacja nastawiania ostrości

## Podstawowe części składowe aparatu klasycznego
- obiektyw fotograficzny
- migawka ze spustem
- przysłona fotograficzna
- wizjer
- korpus światłoszczelny
- układ celowniczy
- mechanizm do przesuwu i wymiany błony fotograficznej
- elementy dodatkowe:
  - gniazdo synchronizacji lampy błyskowej
  - lampa błyskowa
  - dalmierz
  - światłomierz
  - samowyzwalacz

## Podział aparatów fotograficznych
Ze względu na przeznaczenie:
- amatorskie (ang. entry level)
- zaawansowane (ang. midrange)
- profesjonalne

Ze względu na rodzaj materiału światłoczułego:
- klasyczne – błędne nazywane analogowymi (zob. też fotografia tradycyjna)
- cyfrowe

Ze względu na budowę:
- aparat przeziernikowy
- aparat skrzynkowy
- aparat mieszkowy
- aparat dalmierzowy
- lustrzanka
  - lustrzanka jednoobiektywowa
  - lustrzanka dwuobiektywowa
- aparat studyjny
- lotniczy aparat fotograficzny

Ze względu na rozmiar klatki filmu:
- małoobrazkowe – 24×36 mm
- aparat średnioformatowy – 4,5×6, 6×6, 6×9 (6×7, 6×8) cm
- aparat wielkoformatowy – od 4×5 cala wzwyż

Ze względu na rodzaj sterowania:
- ręczne (manualne)
- z automatycznym ustawianiem ostrości
- automatyczne

## Producenci aparatów fotograficznych

### Królestwo Polskie
- FOS

### Polscy producenci
- okres międzywojenny:
  - produkowane przez zakłady Kamera Polska[2]:
    - mieszkowe: Druh, Lena, Ostrowid, Widok
    - skrzynkowe: Boleś, Filma, Filma-2

  - licencyjne: Korona, SIDA-OPTIKA
- po II wojnie światowej produkowane przez Warszawskie Zakłady Fotooptyczne: Alfa, Ami, Druh, Fenix, Start

### Zagraniczni producenci
- Bronica
- Canon
- Contax
- Cosina
- Eastman Kodak
- Fujifilm
- Hewlett-Packard
- Konica Minolta
- Leica
- Linhoff-Technika
- Lomo
- Lumix
- Mamiya
- Minox
- Nikon
- Olympus
- Panasonic
- Pentax
- Porst
- Praktica
- Premier
- Revue
- Ricoh
- Rollei
- Samsung
- Sigma
- Sony
- Victor Hasselblad AB
- Zenit
- Xiaomi

## Galeria

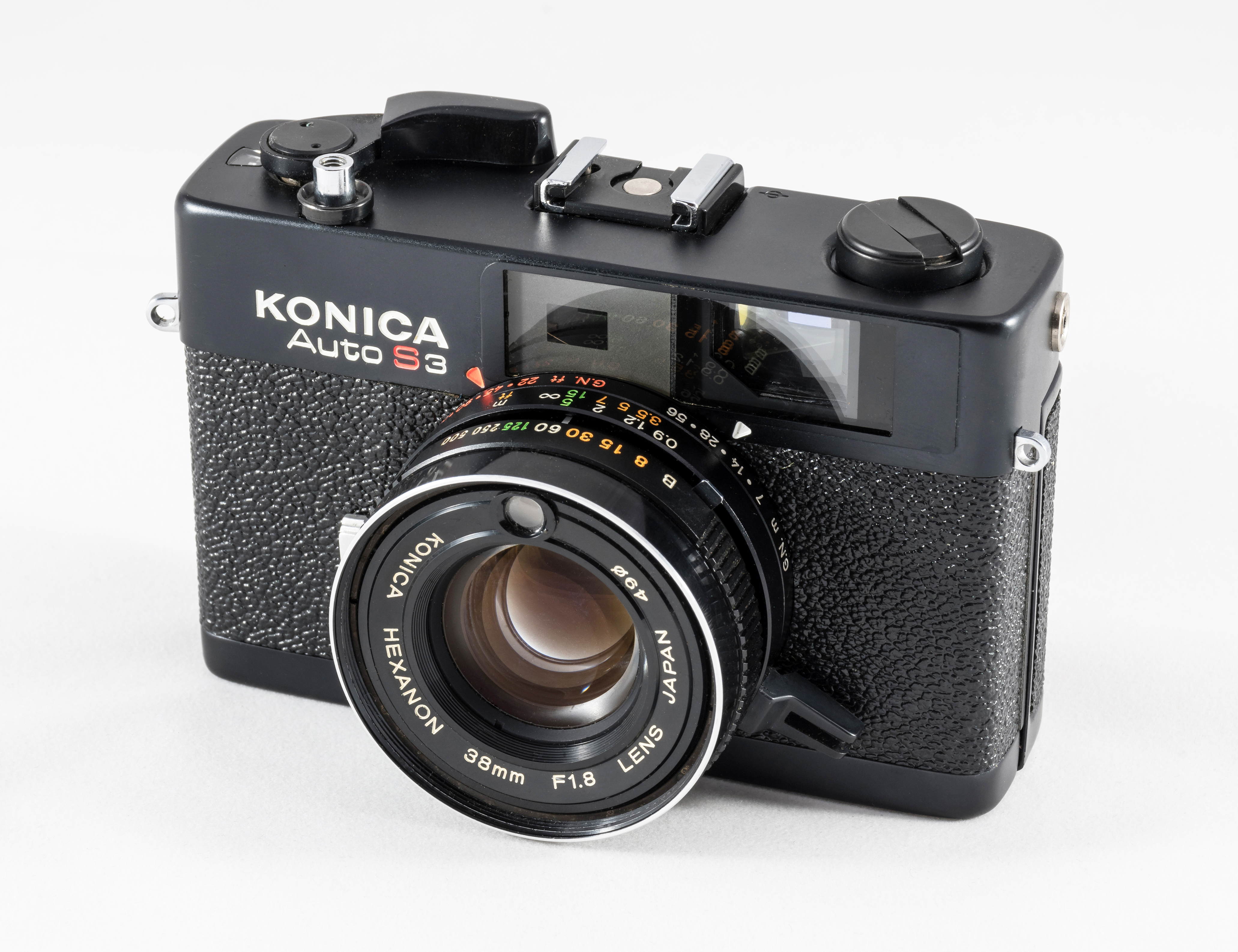
Aparat klasyczny
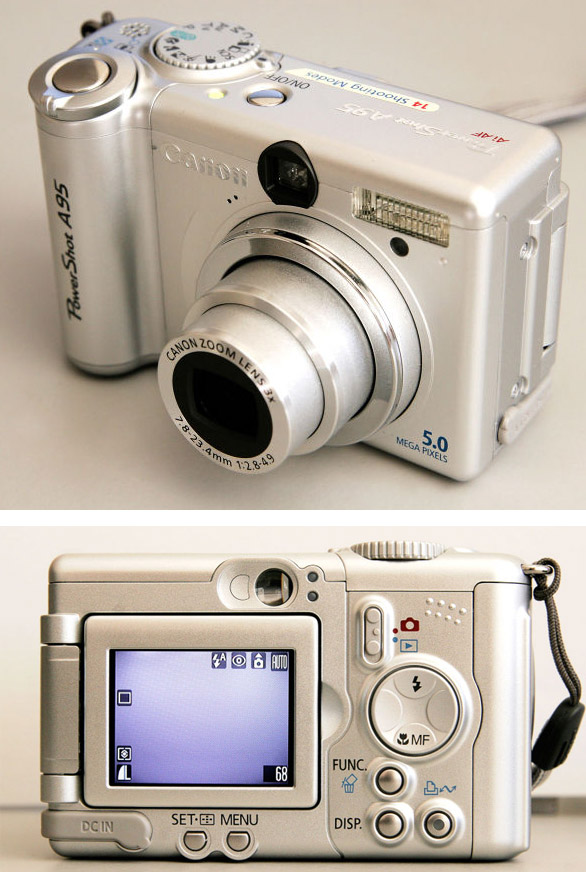
Aparat cyfrowy
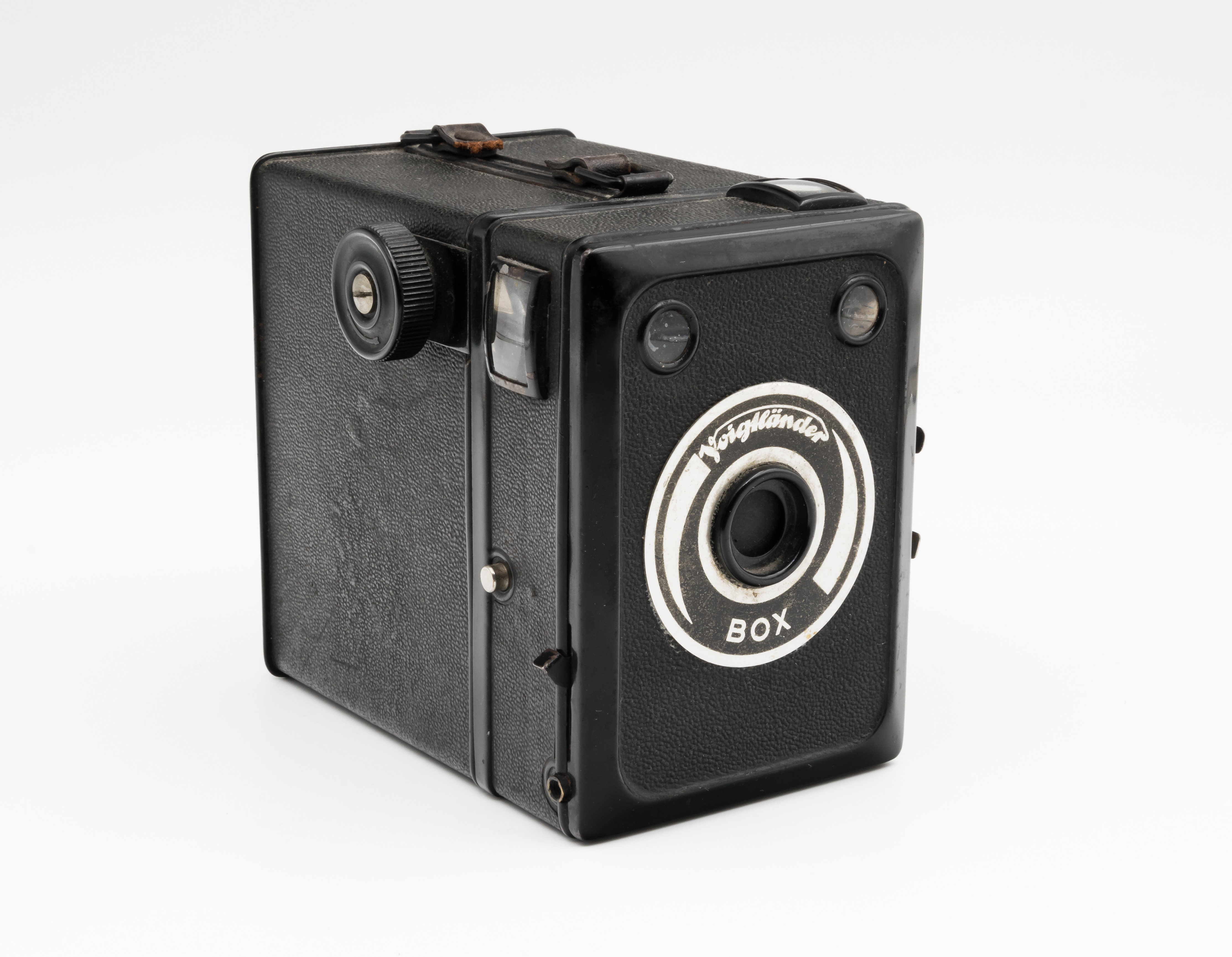
Aparat skrzynkowy
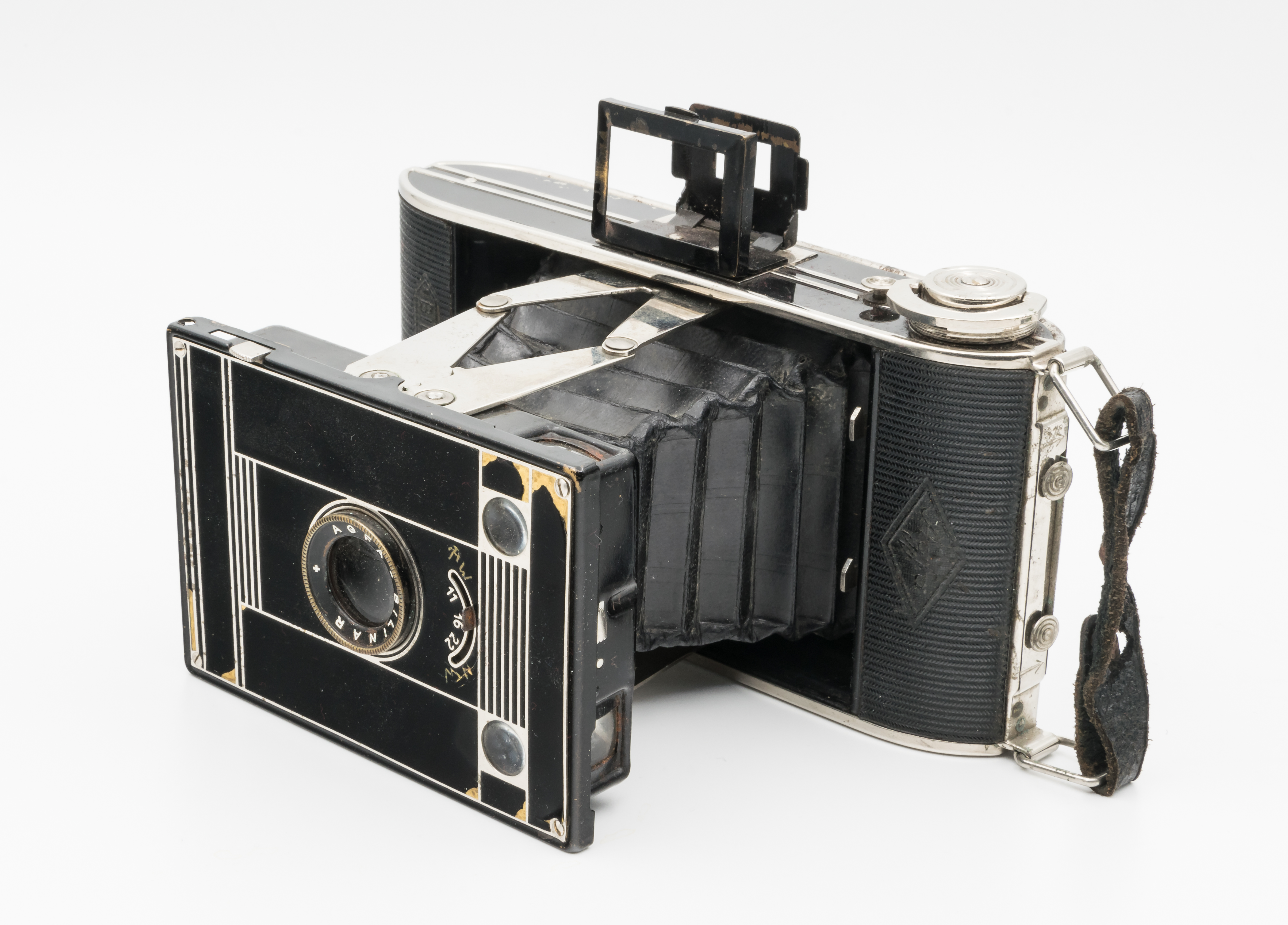
Aparat mieszkowy
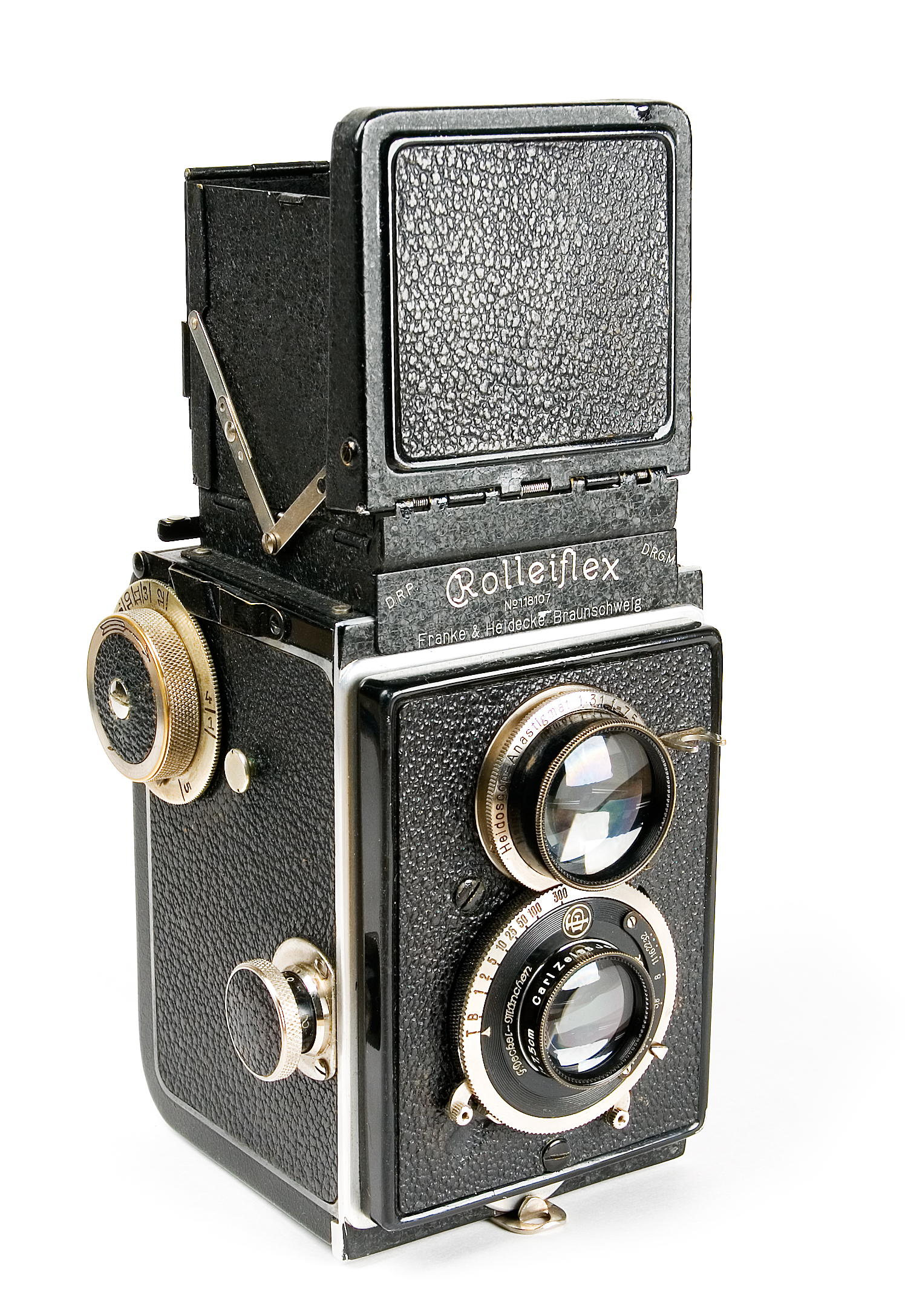
Lustrzanka dwuobiektywowa
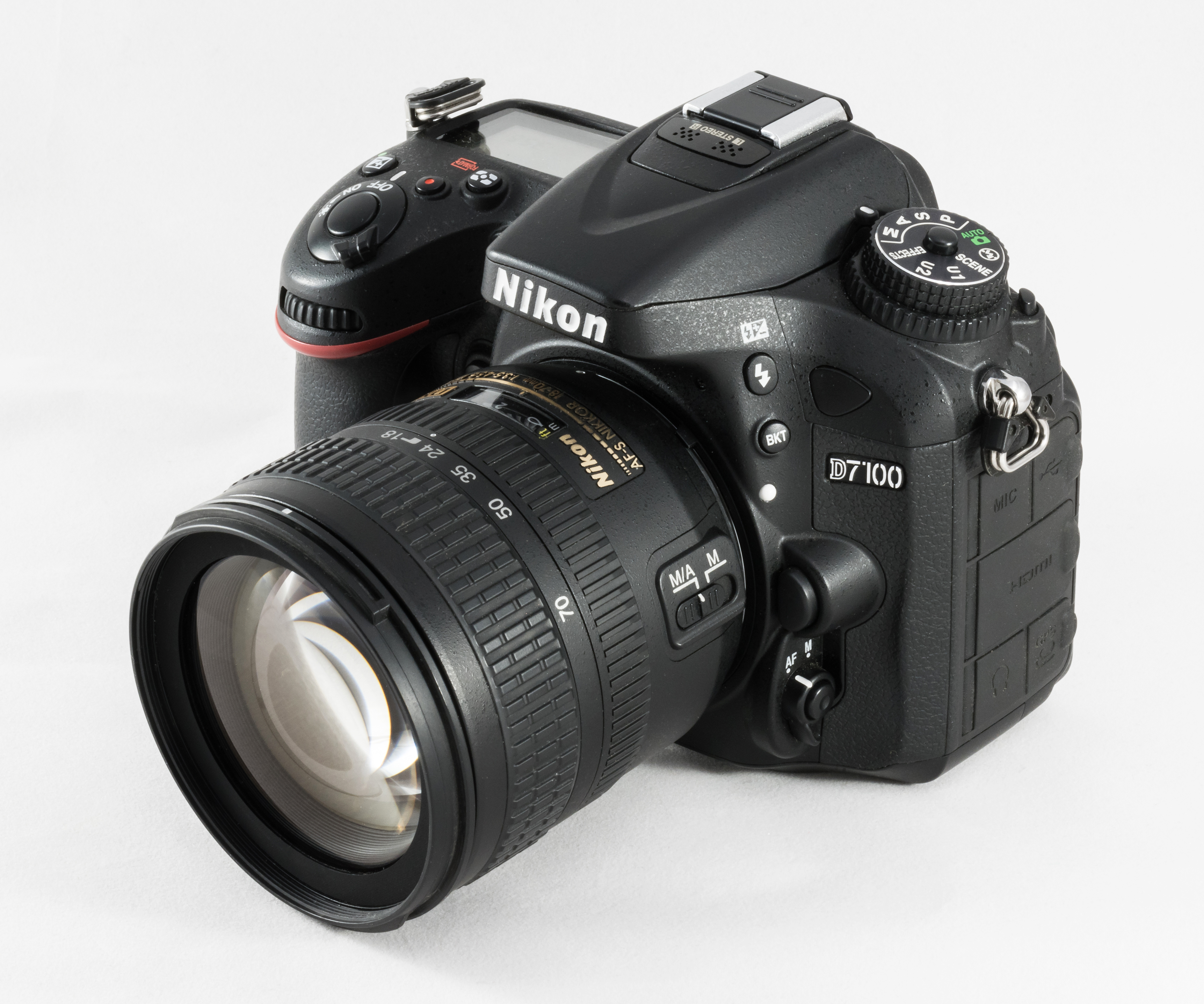
Lustrzanka jednoobiektywowa
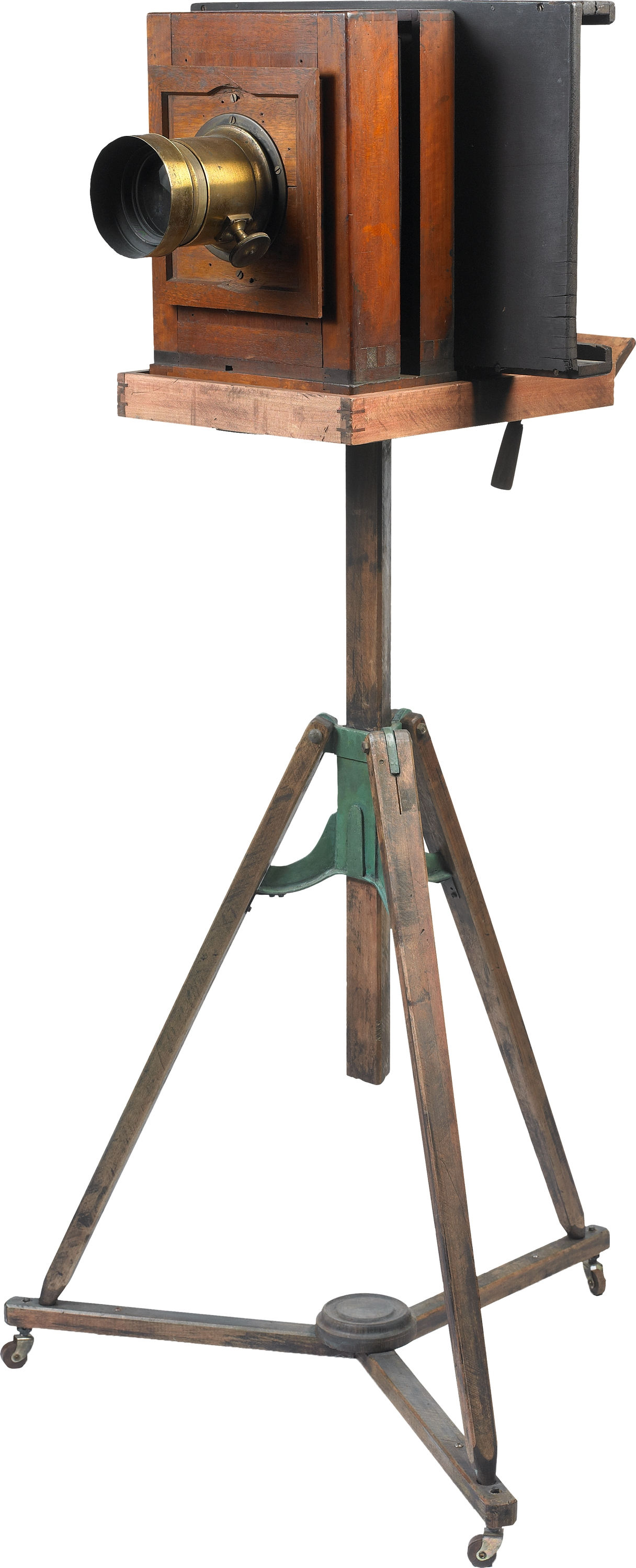
Aparat studyjny
Aparat wielkoformatowy
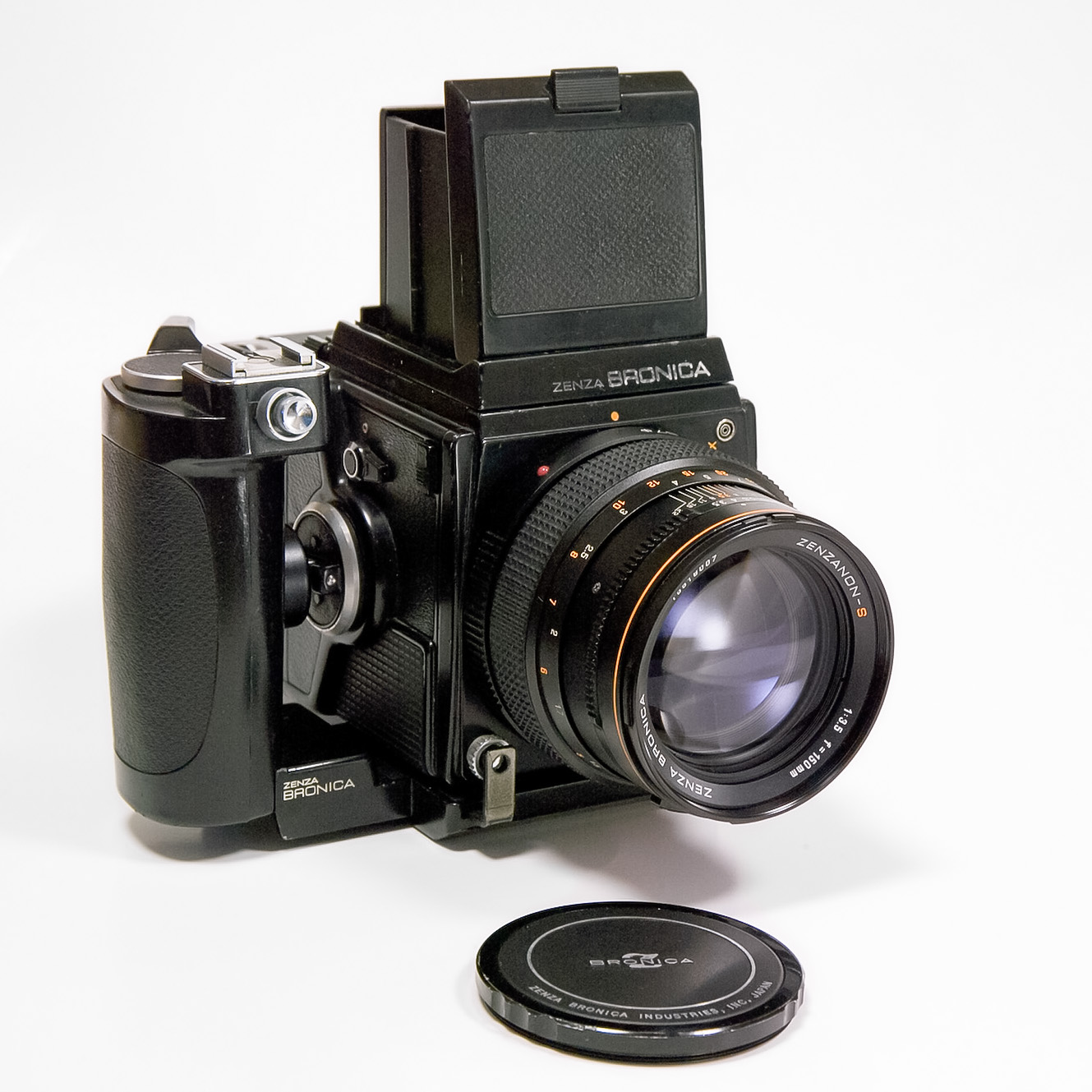
Aparat średnioformatowy
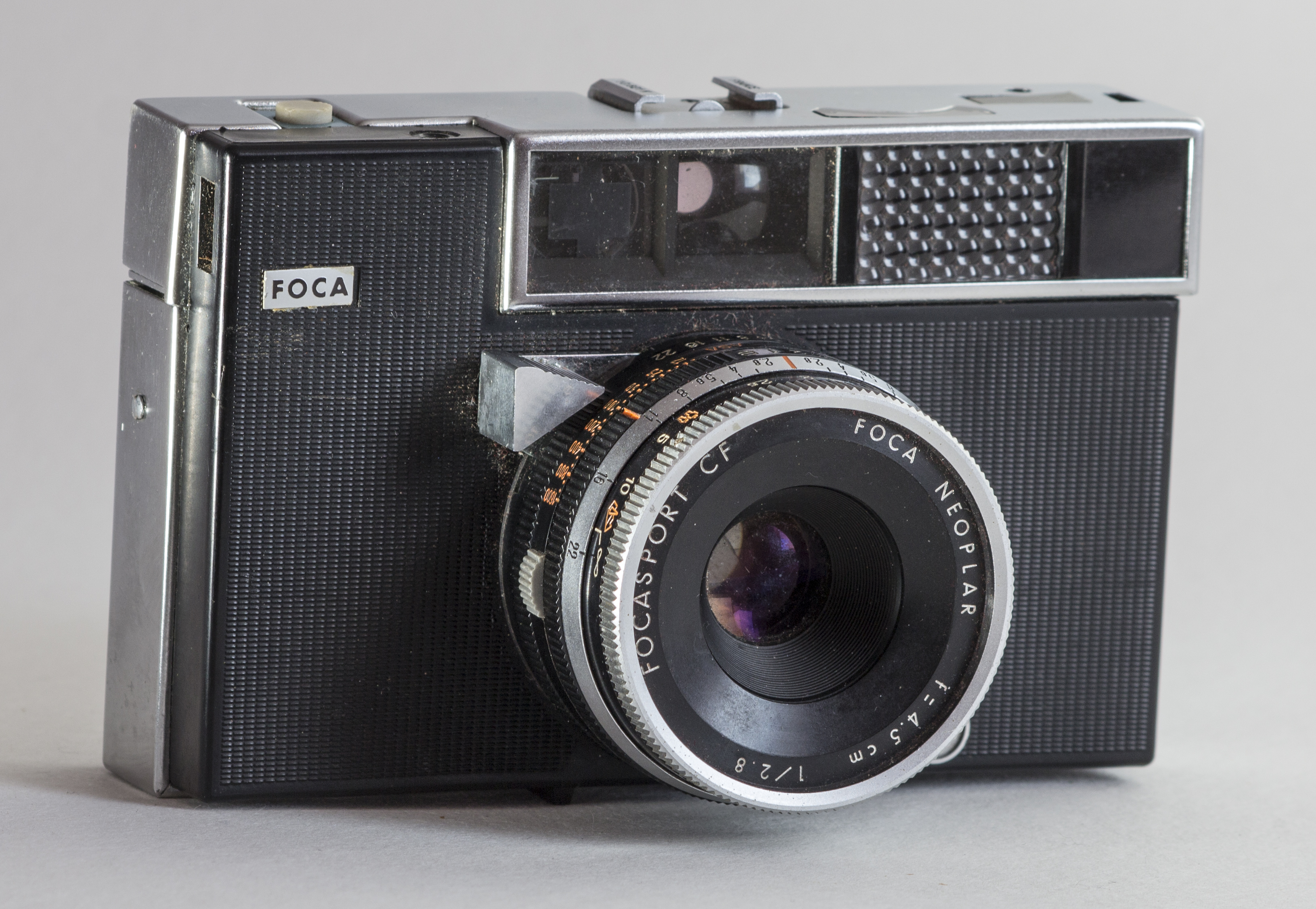
Aparat małoobrazkowy
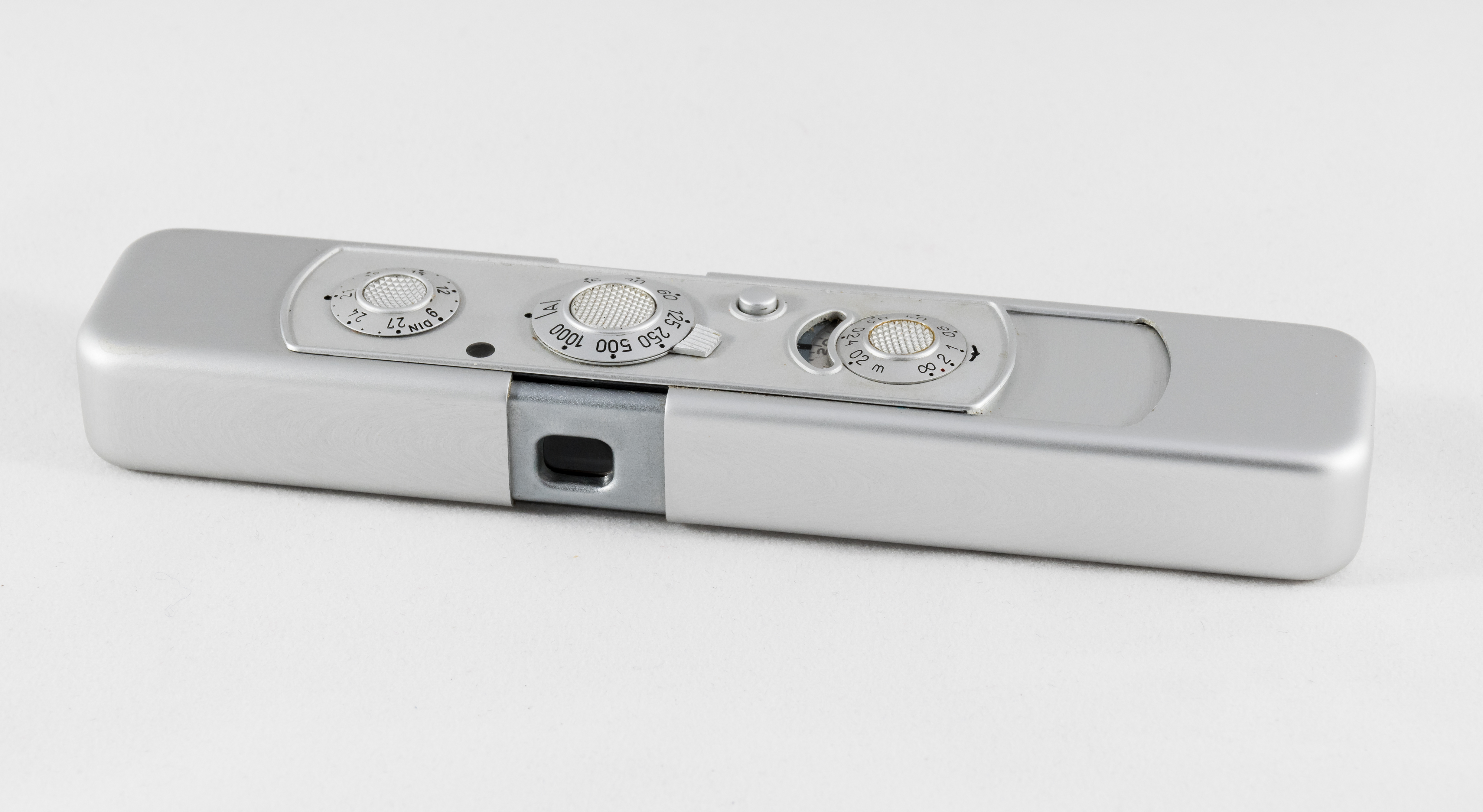
Aparat miniaturowy
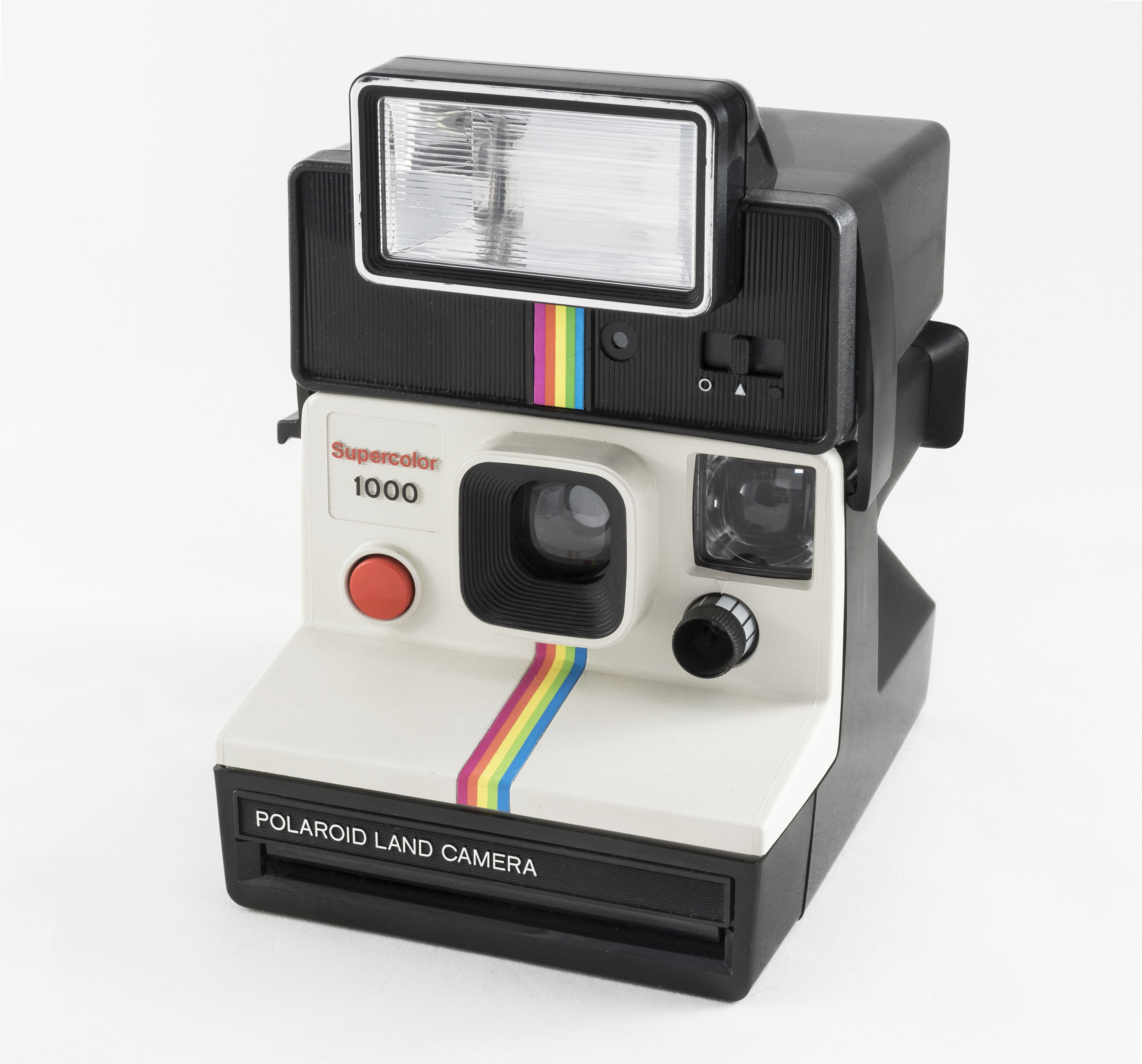
Polaroid